# 新北市議會第二屆議員列表
以下列出新北市議會第2屆議員名單： 本屆議會共有66個席次。

## 政黨席次變化
| 政黨         | 第一屆 | 第二屆 | 備注 |
| ------------ | ------ | ------ | ---- |
| 中國國民黨   | 31席   | 27席   |      |
| 民主進步黨   | 29席   | 32席   |      |
| 無黨團結聯盟 | 1席    | 1席    |      |
| 無黨籍       | 4席    | 6席    |      |

## 第2屆新北市議員名單
| 第1選區  | 淡水區、石門區、三芝區、八里區 |
| 第1選區  | 中國國民黨：鄭戴麗香、蔡葉偉 · 民主進步黨：鄭宇恩 · 無黨團結聯盟：蔡錦賢                                                                         |
| 第2選區  | 新莊區、五股區、泰山區、林口區 |
| 第2選區  | 中國國民黨：蔣根煌、黃林玲玲、蔡淑君、宋明宗、陳明義（遞補） · 民主進步黨：陳文治、何淑峯、陳科名、賴秋媚、鍾宏仁 · 無黨籍：張晉婷（解職）       |
| 第3選區  | 三重區、蘆洲區 |
| 第3選區  | 中國國民黨：陳幸進、蔡明堂 · 民主進步黨：李余典、鄭金隆、陳啟能、李坤城、李倩萍、邱婷蔚 · 無黨籍：李翁月娥                                       |
| 第4選區  | 板橋區 |
| 第4選區  | 中國國民黨：林國春、曾煥嘉、劉美芳、周勝考 · 民主進步黨：王淑慧、黃俊哲、何博文、張宏陸（離職） · 無黨籍：廖裕德（解職）、李婉鈺（遞補）         |
| 第5選區  | 中和區 |
| 第5選區  | 中國國民黨：陳錦錠、邱烽堯 · 民主進步黨：林秀惠、張瑞山、江永昌（離職） · 無黨籍：游輝冗                                                         |
| 第6選區  | 永和區 |
| 第6選區  | 中國國民黨：連斐璠、陳鴻源 · 民主進步黨：許昭興、羅文崇                                                                                          |
| 第7選區  | 土城區、樹林區、鶯歌區、三峽區 |
| 第7選區  | 中國國民黨：洪佳君、黃永昌、林金結、王明麗（遞補） · 民主進步黨：林銘仁、彭成龍、高敏慧、廖本煙、吳琪銘（離職） · 無黨籍：陳世榮、蘇有仁（解職） |
| 第8選區  | 新店區、深坑區、石碇區、坪林區、烏來區 |
| 第8選區  | 中國國民黨：劉哲彰、陳儀君 · 民主進步黨：陳永福、廖筱清 · 無黨籍：金中玉                                                                         |
| 第9選區  | 瑞芳區、貢寮區、雙溪區、平溪區 |
| 第9選區  | 民主進步黨：林裔綺 |
| 第10選區 | 汐止區、金山區、萬里區 |
| 第10選區 | 中國國民黨：白珮茹、廖正良 · 民主進步黨：沈發惠、周雅玲                                                                                          |
| 第11選區 | 平地原住民族選區 |
| 第11選區 | 中國國民黨：楊春妹、宋雨蓁 · 民主進步黨：夷將·拔路兒（離職）                                                                                     |
| 第12選區 | 山地原住民族選區 |
| 第12選區 | 中國國民黨：王建章 |

注：粗體為第一屆新北市議員連任者。

## 相關參閱
- 第1屆新北市議員列表
- 第3屆新北市議員列表
- 第4屆新北市議員列表

## 外部連結
- 新北市議會 （页面存档备份，存于）
- 新北市議會第二屆議員 （页面存档备份，存于）